# Kazimiera Frymark-Błaszczyk
Kazimiera Maria Frymark-Błaszczyk (ur. 1 marca 1931 w Leśnie, zm. 8 lipca 2022) – tkaczka, projektantka dzianiny, mody i pedagog.

## Życiorys
Kazimiera Frymark-Błaszczyk uczyła się w gimnazjum w Chojnicach, następnie w technikum artystycznym w Bydgoszczy. Ukończyła studia z zakresu konserwacji na Uniwersytecie im. M. Kopernika w Toruniu. Następnie uzyskała dyplom Państwowej Wyższej Szkole Sztuk Plastycznych w Łodzi, w pracowni Lucjana Kintopfa i Mariana Jaeschke. W okresie od 1955 do 2011 pracowała jako asystent-profesor na Akademii Sztuk Pięknych w Łodzi, w latach 1955–1981 była projektantką, a następnie kierowniczką Zakładu Wzornictwa i głównym specjalistą ds. mody i wzornictwa w Centralnym Laboratorium Przemysłu Dziewiarskiego w Łodzi. W latach 1955–1966 pracowała w Pracowni Projektowania Dywanów i Gobelinów, następnie w latach 1967–2001 była organizatorką i kierowniczką Pracowni Projektowania Dzianiny i Katedry Dziewiarstwa. W 1990 wykładała na Universidad Iberoamericana w Meksyku oraz na uniwersytetach w Kopenhadze i Dundee. Była członkinią Rady Architektury Wnętrz ZPAP w Okręgu Łódzkim. Organizowała międzynarodową wymianę kulturalną z Niemcami, Danią, Meksykiem oraz Koreą Południową, a także była rzeczoznawcą Ministerstwa Kultury i Sztuki ds. sztuki w zakresie tkaniny współczesnej oraz była członkinią Kolegium Rzeczoznawców Pracowni Sztuk Plastycznych.
W ramach swojej działalności artystycznej tworzyła gobeliny, dzianinę ażurową i reliefową, miniatury, tkaninę unikatową, papier ręcznie czerpany i kompozycje przestrzenne. Fascynowała ją natura, żywiołowość oraz dynamika. W swoich pracach wykorzystywała głównie naturalne materiały, takie jak: wełna, juta, bawełna, trawy i wiklina. Jej prace były wystawiane na 406 wystawach, w tym 49 indywidualnych w Polsce i za granicą.
Prace Frymark-Błaszczyk znajdują się w zbiorach muzeów: Centralnego Muzeum Włókiennictwa w Łodzi, Muzeum Narodowego w Warszawie, Muzeum Okręgowego w Gorzowie Wielkopolskim, Savaria Muzeum w Szombathely, Museo Rufino Tamayo w Meksyku, Statliche Museum w Chemnitz, Instituto De Cultura Morelia i Friendsof Fiber ArtInternational.

### Życie prywatne
Była związana z inżynierem-włókiennikiem, Zbigniewem Błaszczykiem, z którym miała córkę, artystkę, Adrianę Błaszczyk-Zych.
Zmarła 8 lipca 2022. Została pochowana 13 lipca w części rzymskokatolickiej Starego Cmentarza w Łodzi.

## Odznaczenia
- Srebrna Odznaka Targów krajowych (Poznań, 1967),
- Srebrna odznaka Centralnego Laboratorium Przemysłu Dziewiarskiego (Łódź, 1974),
- Złoty Krzyż Zasługi (1975),
- Złota Odznaka Ministra Przemysłu Lekkiego (1977),
- Złota Odznaka ZPAP w Łodzi (2001),
- Jubileuszowa Odznaka i dyplom za zaangażowanie i pracę na rzecz Związku Polskich Artystów Plastyków (2005),
- Srebrny Medal „Zasłużony Kulturze Gloria Artis” (2011)[7].

## Nagrody
- Złoty i Brązowy Medal Międzynarodowy Konkurs Mody (Moskwa, 1957),
- Nagroda Centralnego Laboratorium Przemysłu Dziewiarskiego (1957),
- Nagroda Zjednoczenia Przemysłu Dziewiarskiego (Łódź, 1958),
- Nagroda Zjednoczenia Przemysłu Dziewiarskiego (Poznań, 1971),
- Nagroda Ministra Kultury i Sztuki (1959, 1977, 1986),
- Dwie nagrody ZPAP (Łódź, 1961),
- Wyróżnienia ZPAP (Warszawa, 1970, 1971),
- Medal, III nagroda i wyróżnienie, w konkursie ZPAP (Łódź, 1973),
- Nagroda II stopnia Rektora PWSSP (Łódź, 1975),
- Nagroda Urzędu Miasta Gdyni (1992),
- Wyróżnienie „Sacrum 2000” (Gorzów Wielkopolski, 2000),
- nagroda indywidualna Prezydenta miasta Łodzi (2001),
- Nagroda fundacji AKAPI na V Międzynarodowym Biennale Artystycznej Tkaniny Lnianej, za pracę pt. „Przejście” (Krosno, 2008)[8],
- Nagroda za osiągnięcia w dziedzinie twórczości artystycznej, upowszechniania i ochrony kultury (2013)[9],
- Nagrody II stopnia Art-Stilon w Gorzowie Wielkopolskim[8].